# 頜白鮭
頜白鮭，為輻鰭魚綱鮭形目鮭科的一種，為溫帶淡水魚，分布於歐洲瑞典淡水湖泊流域，體長可達50公分，棲息在湖泊底中層水域，以底棲性無脊椎動物為食，生活習性不明。